# Leonzia (figlia di Leone I)
Leonzia Porfirogenita (in latino Leontia Porphyrogenita; in greco antico: Λεοντία Πορφυρογέννητη?; Costantinopoli, 457 – post 479) è stata una principessa bizantina, figlia minore di Leone I, imperatore romano d'Oriente.

## Biografia
Leonzia fu la figlia dell'imperatore Leone I e di sua moglie Verina; era sorella minore di Ariadne, ma, a differenza di questa, poteva affermare di essere porfirogenita, «nata nella porpora», in quanto era nata durante il primo anno di regno del padre (457).
Leone, che era salito al trono per meriti militari e non aveva legami famigliari con l'aristocrazia romana, utilizzò i matrimoni delle figlie per rafforzare la propria posizione: siccome Ariadne era andata in sposa al generale isaurico Zenone, il matrimonio di Leonzia venne progettato allo scopo di legarlo all'altra componente dell'esercito, quella germanica rappresentata dal magister militum alano di Ardaburio Aspare. Accadde però che all'annuncio del matrimonio tra Leonzia e il figlio di Aspare, Giulio Patrizio, scoppiarono dei tumulti popolari (470): per il clero e il popolo di Costantinopoli non era infatti ammissibile che un ariano come Patrizio avesse la possibilità di divenire imperatore; i tumulti cessarono solo quando Aspare e Leone promisero ai vescovi che Patrizio si sarebbe convertito all'ortodossia prima di divenire imperatore, e solo dopo la conversione avrebbe sposato Leonzia.
Nel 471 Giulio Patrizio scompare dalle cronache: in quell'anno suo padre Aspare e suo fratello Ardaburio furono uccisi per ordine di Leone. Leonzia fu allora data in sposa a Flavio Marciano, figlio dell'imperatore d'Occidente Antemio, sancendo un matrimonio che legava le due case regnanti d'Occidente e d'Oriente. Accadde però che nel 472 Antemio morì, succeduto da Anicio Olibrio, e che alla morte di Leone, nel 474, salì al trono d'Oriente Zenone. Estromessi da entrambi i troni, nel 479 Marciano e Leonzia tramarono una rivolta contro Zenone, che si basava sulla precedenza di Leonzia su Ariadne in quanto porfirogenita; la rivolta fu però sedata.